# Église Notre-Dame de Gurunhuel
L'église Notre-Dame est un édifice situé à Gurunhuel, en France.

## Localisation
L'église est située sur le territoire de la commune de Gurunhuel, au lieu-dit Le Bourg, dans le département  des Côtes-d'Armor, en région Bretagne.

## Description
L'écusson de la famille Trobodec est placé au-dessus de la fenêtre du maître-autel.

## Historique
L'église paroissiale sous le patronage de Notre-Dame de Gurunhuel, a son pardon le 1er dimanche d'octobre, écrit en 1862 Joachim Gaultier du Mottay.
L'église est inscrite partiellement au titre des monuments historiques par arrêté du 20 janvier 1926, le calvaire est classé par arrêté du 27 juin 1928.

## Galerie

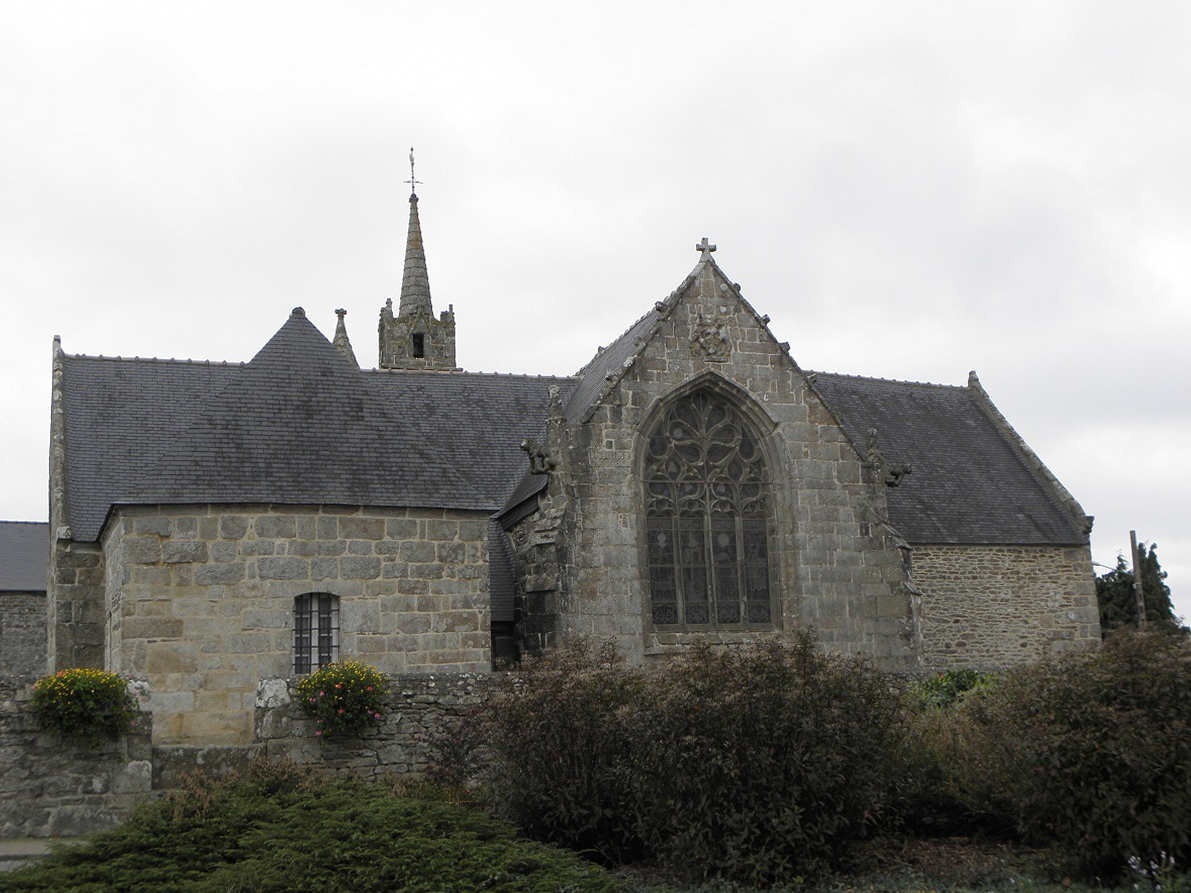
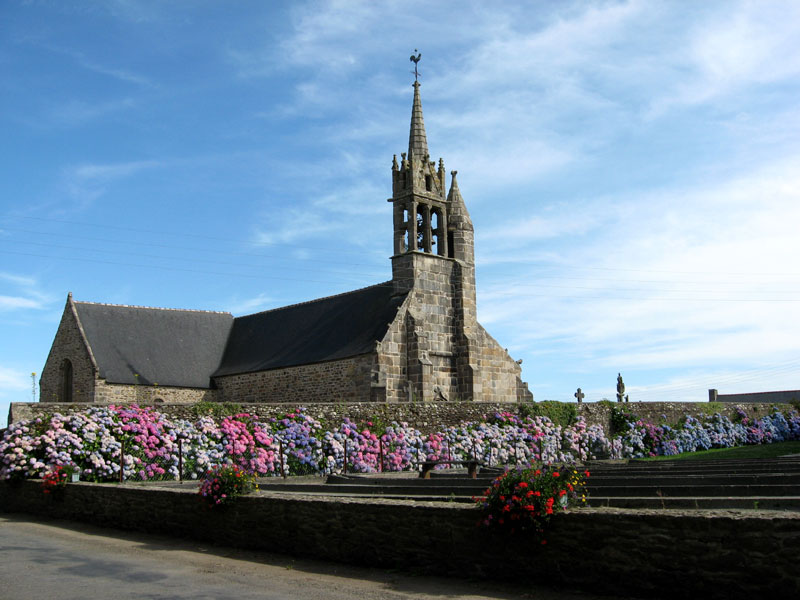
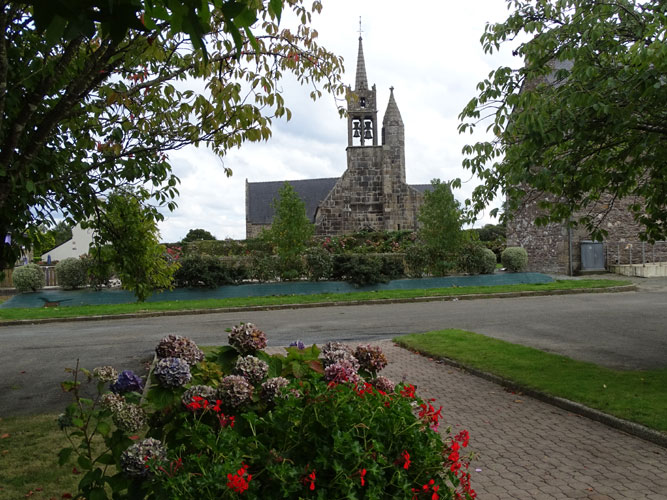
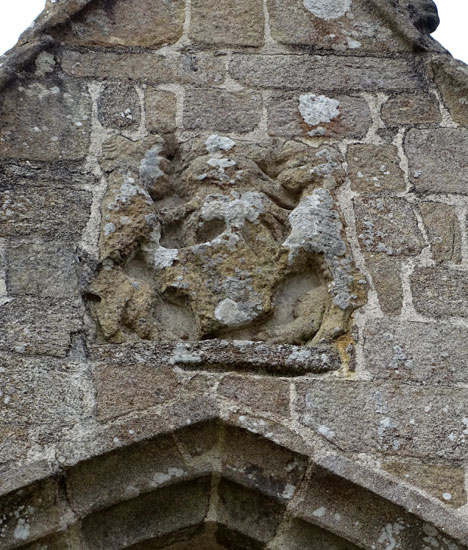
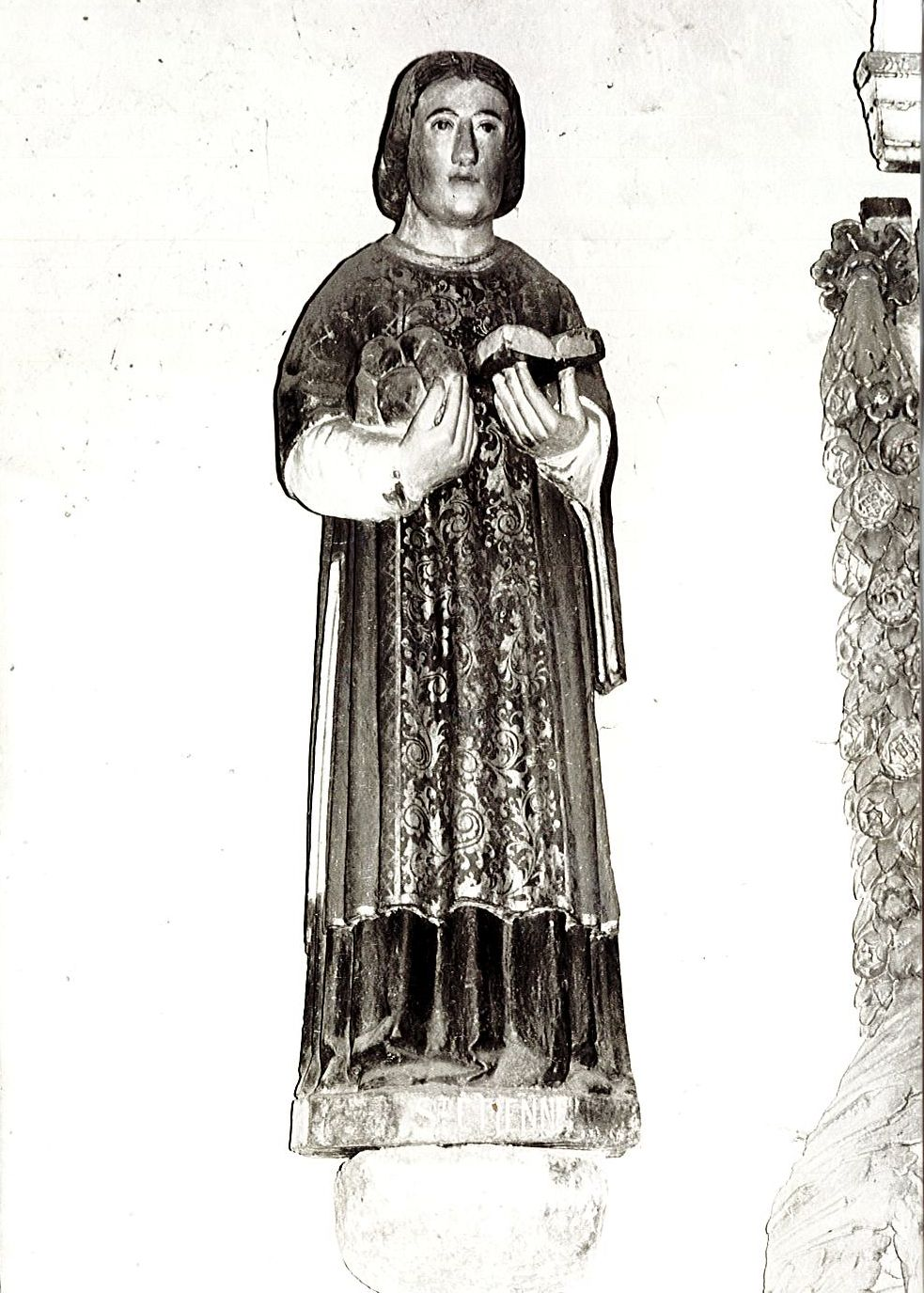
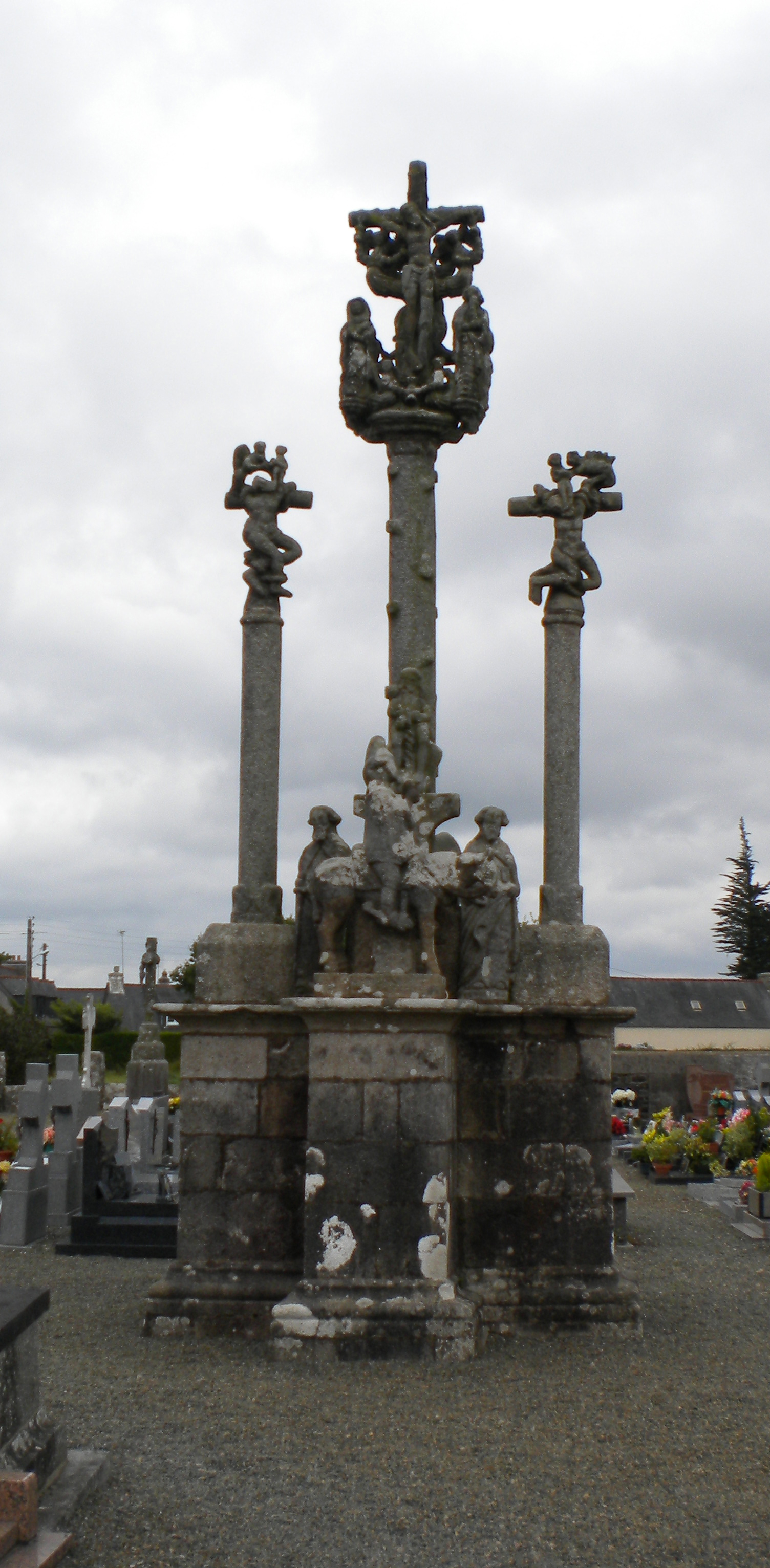
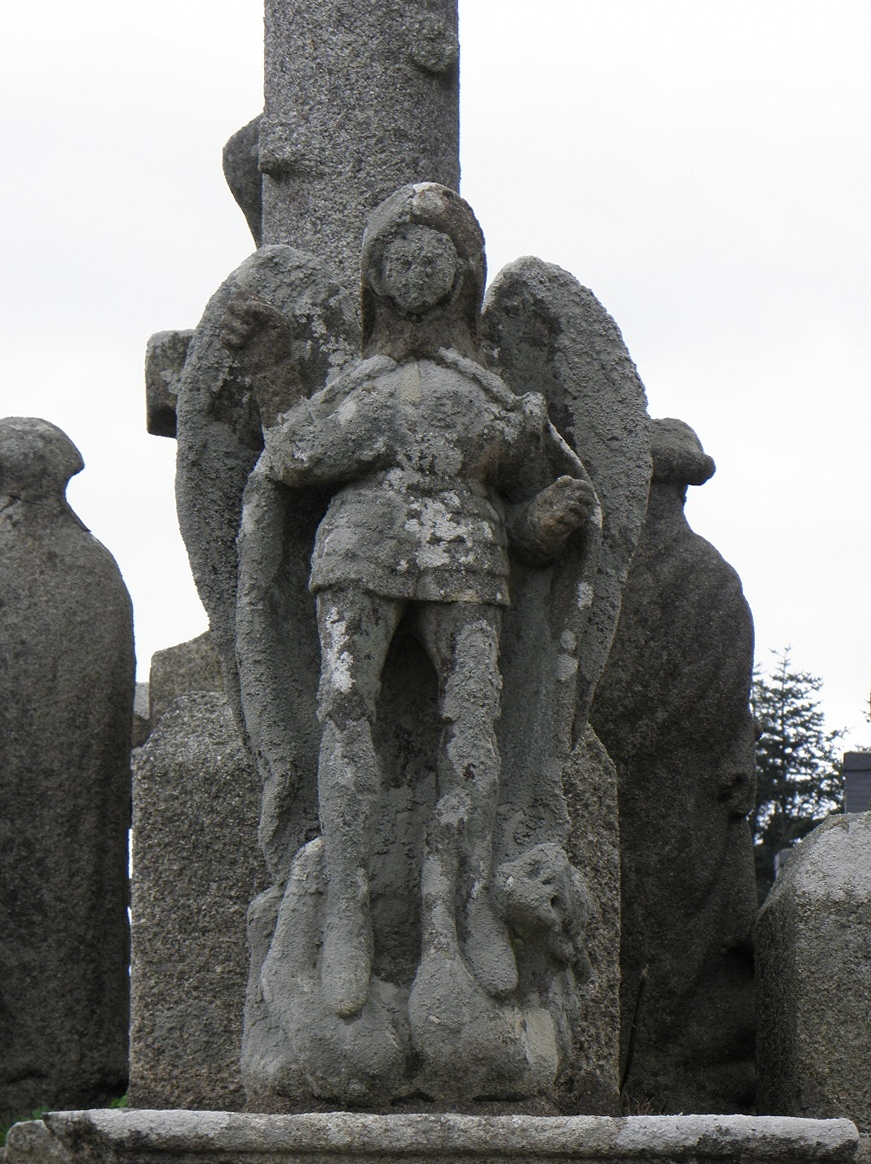